# Angera

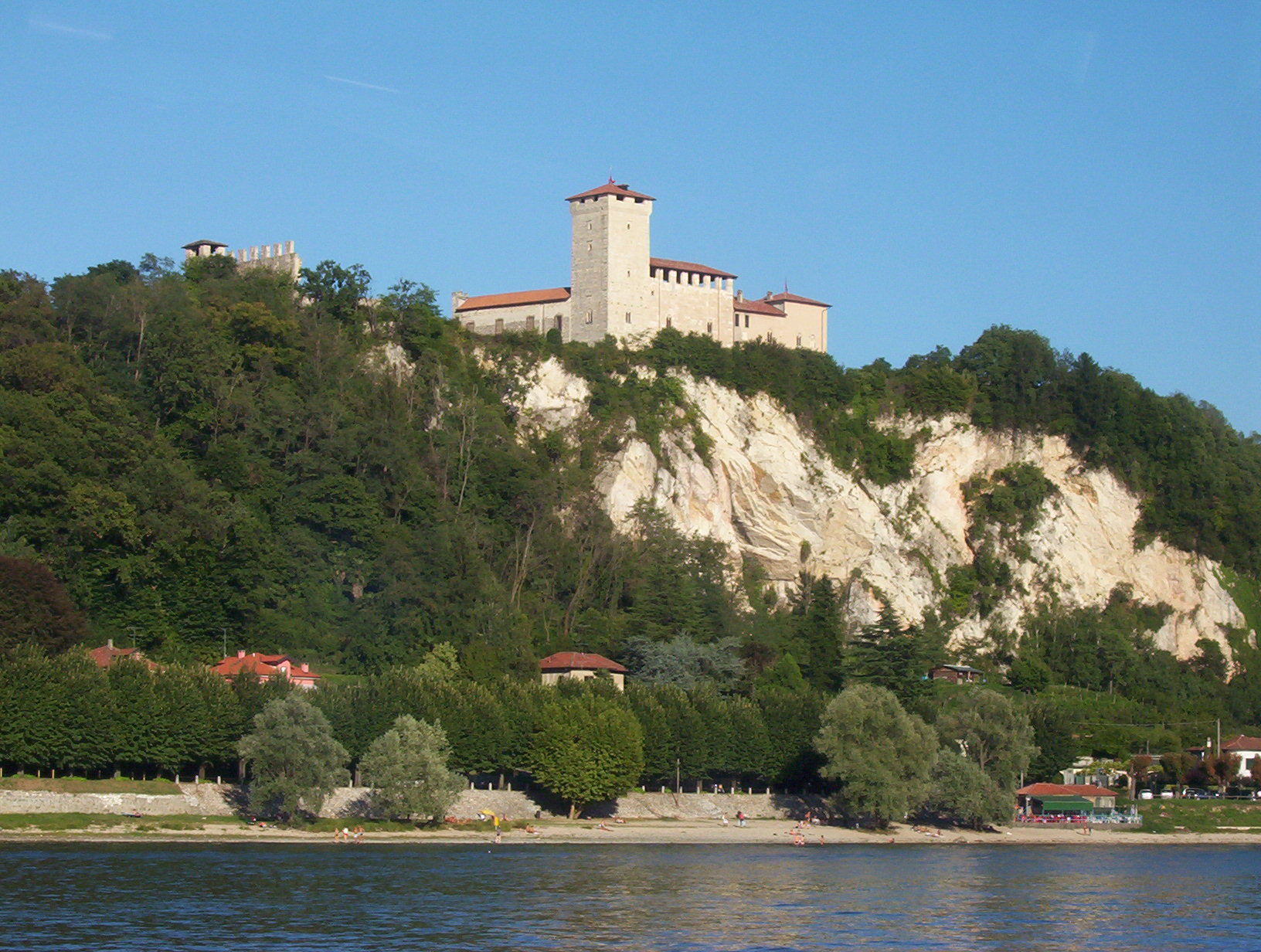
Rocca di Angera

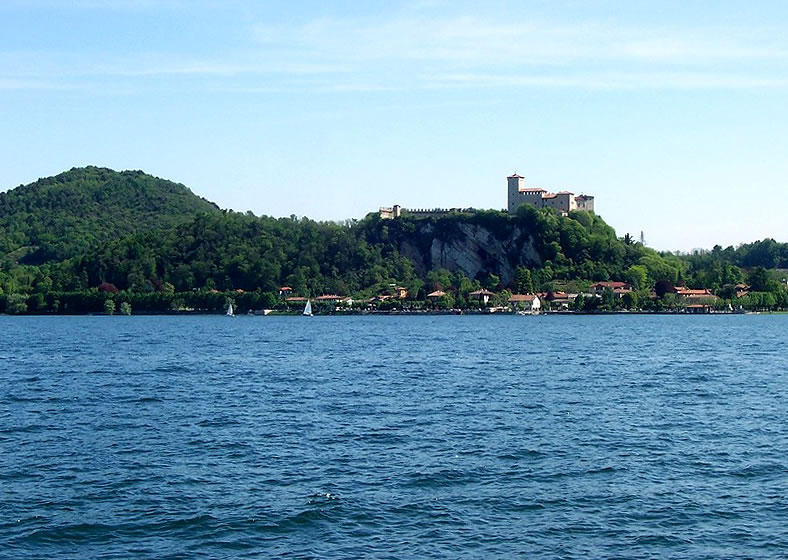
Angera und Rocca

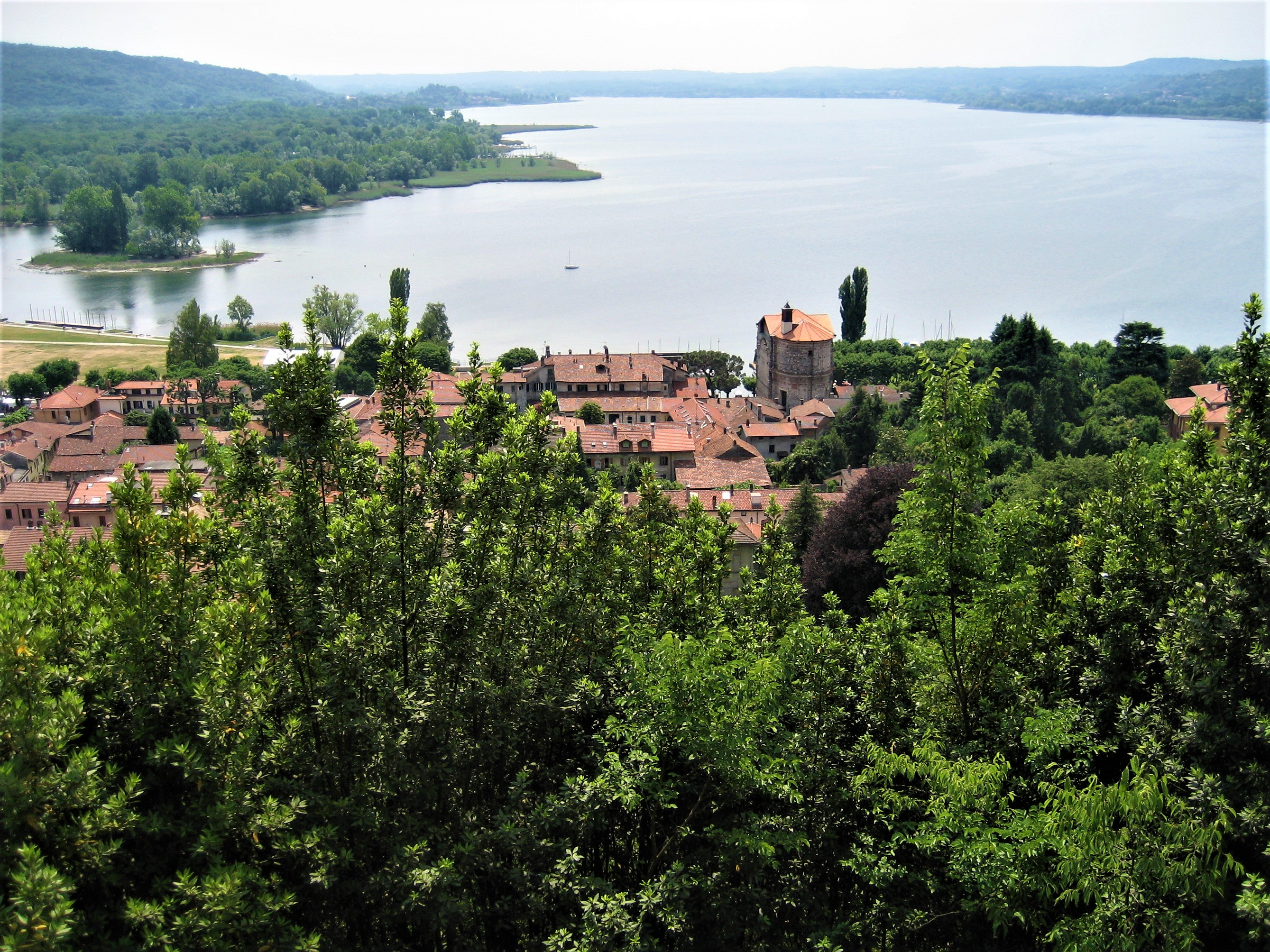
Blick vom Kastell Rocca nach Süden

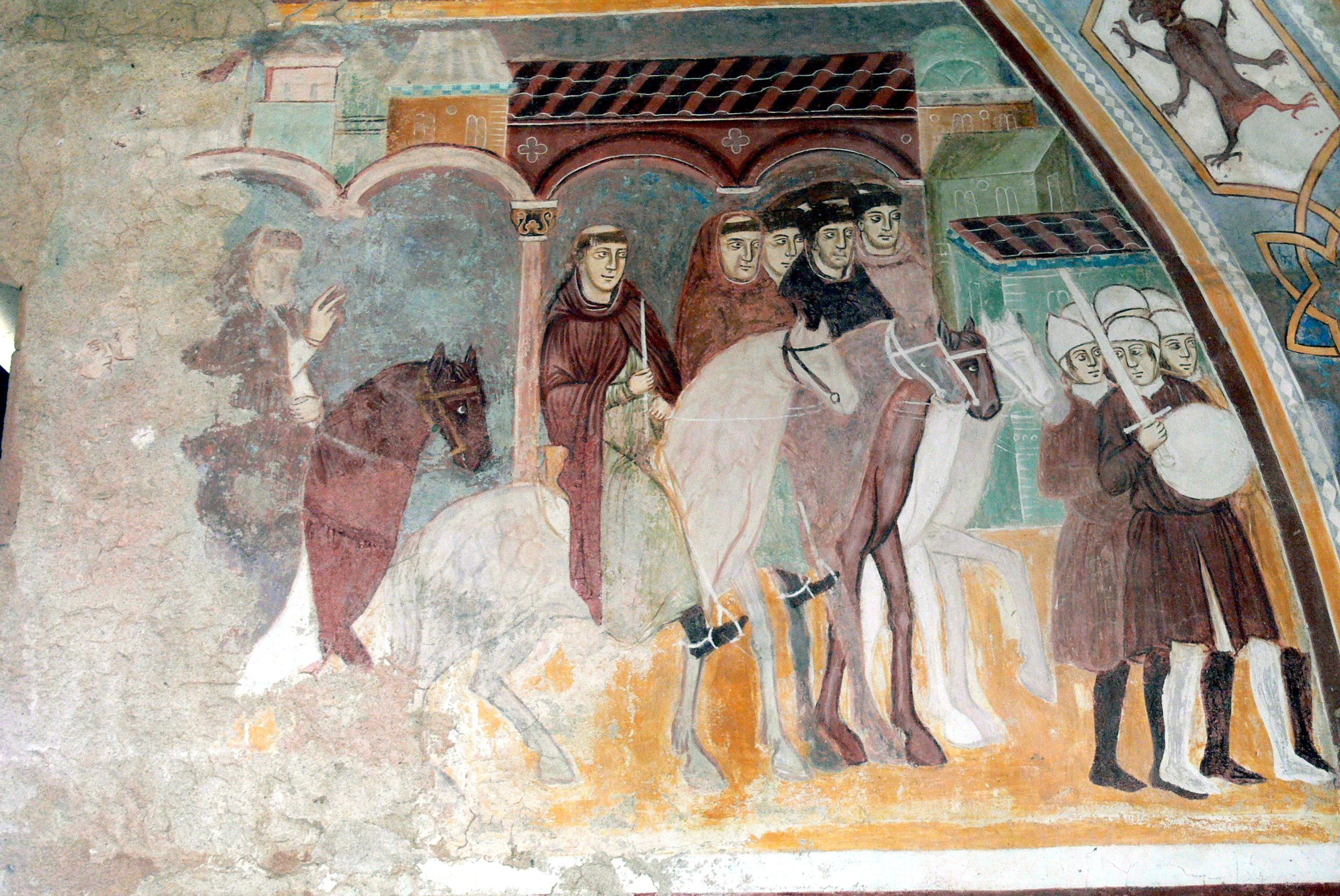
Rocca di Angera, Gerichtssaal Visconti, Fresken

Angera ist eine italienische Gemeinde (comune) in der Provinz Varese in der Region Lombardei und liegt am  Lago Maggiore.

## Geographie
Die Gemeinde bedeckt eine Fläche von 17 km². Zu Angera gehören die Fraktionen Barzola und Capronno und die Weiler Bruschera, Fornetto-Vigane, Lago Maggiore, Montecatini und Paludi. Die Nachbargemeinden sind Arona (NO), Cadrezzate, Dormelletto (NO), Ispra, Meina (NO), Ranco, Sesto Calende und Taino (Lombardei).

## Geschichte
Die Gemeinde Angera, Oberhaupt einer Pieve, wurde in den Statuten der Straßen und Gewässer des Mailänder Contado erwähnt. Sie gehörte zu den Gemeinden, die zur Instandhaltung der Rho-Straße beitrugen (1346). Im Jahr 1397 nahm Gian Galeazzo Visconti den Titel des Grafen von Angera an. Im Jahr 1449 verkaufte Mailand Angera mit der Festung, der Gerichtsbarkeit und einer Reihe von Steuereinnahmen an Vitaliano I. Borromeo. Francesco I. Sforza bestätigte Filippo Borromeo die Rechte an Angera.
In den Registern des Estimo (Grundbuch) des Herzogtums Mailand von 1558 und den nachfolgenden Aktualisierungen im 17. Jahrhundert ist Angera noch immer Vorsteher einer Pieve. Im Jahr 1577 wurde Angera wieder unter die Verwaltung der zentralen Magistrate des Staates Mailand gestellt. Im 16. Jahrhundert wählte der allgemeine Rat der Gemeinde, der zu Beginn des Jahres einberufen wurde, 8 Ratsherren, die sich um die täglichen Geschäfte kümmerten. Nach einer Petition der Bürgermeister der Gemeinde an den Senat setzte der ordentliche Magistrat den Rat der Vierundzwanzig ein, einen Rat von 24 Bürgern, aus dem sechs Ratsherren ausgewählt wurden.
In den Jahren 1750–1751 wurde die Gemeinde an den Grafen Renato Borromeo Arese belehnt, ohne dass aus feudalen Gründen Geld gezahlt wurde. Ein von der Gemeinde bezahlter Richter, Pietro Borroni, residierte dort. Der Konsul der Gemeinde leistete seinen Eid in der Strafbank des Vikars von Seprio. Die Gemeinde verfügte über einen besonderen Rat, der sich aus 14 Ratsmitgliedern zusammensetzte, von denen zwei Bürgermeister waren, die alle zwei Jahre wechselten, und einem pro Jahr, dessen Aufgabe es war, die Gemeinde zu regieren und ihr Vermögen zu verwalten. An den Ratssitzungen nahmen die wichtigsten Gutachter teil, d. h. die Vertreter des Feudalherrn Graf Borromeo und der Grafen Galeazzo und Fratelli Serbelloni, der Kanzler und der Podestà. Vor den Versammlungen wurde eine Glocke geläutet, um die Öffentlichkeit zu informieren. Je nach Bedarf wurden auch Vollversammlungen für ernstere Angelegenheiten abgehalten. Der Kanzler lebte in dem Dorf Angera und bewahrte die Unterlagen der Gemeinde in einem Vestaro in seinem Haus auf; sein Gehalt betrug 100 Lire.

## Bevölkerung
| Bevölkerungsentwicklung | Bevölkerungsentwicklung | Bevölkerungsentwicklung | Bevölkerungsentwicklung | Bevölkerungsentwicklung | Bevölkerungsentwicklung | Bevölkerungsentwicklung | Bevölkerungsentwicklung | Bevölkerungsentwicklung | Bevölkerungsentwicklung | Bevölkerungsentwicklung | Bevölkerungsentwicklung | Bevölkerungsentwicklung | Bevölkerungsentwicklung | Bevölkerungsentwicklung |
| ----------------------- | ----------------------- | ----------------------- | ----------------------- | ----------------------- | ----------------------- | ----------------------- | ----------------------- | ----------------------- | ----------------------- | ----------------------- | ----------------------- | ----------------------- | ----------------------- | ----------------------- |
| Jahr                    | 1550                    | 1751                    | 1805                    | 1809                    | 1853                    | 1881                    | 1901                    | 1931                    | 1951                    | 1971                    | 1991                    | 2001                    | 2011                    | 2021                    |
| Einwohner               | 368                     | 876                     | 1265                    | *1722                   | 2260                    | 3235                    | 3201                    | 3373                    | 4129                    | 4934                    | 5393                    | 5477                    | 5622                    | 5407                    |

- 1809 Fusion mit Barzola, Capronno und Ranco

## Sehenswürdigkeiten
Bekannt ist Angera für ihr mächtiges Kastell Rocca di Angera, das, auf einem Vorsprung über dem  Lago Maggiore gelegen, die Umgebung dominiert. Die älteste Erwähnung dieses Bauwerks datiert um 1066. Die Rocca di Angera, seit 1449 im Besitz der Familie Borromeo, ist im Sommer für das Publikum geöffnet. Im Gerichtssaal befinden sich Fresken.
Im Zentrum von Angera steht die Kirche Santa Maria Assunta aus dem 15. Jahrhundert mit Fresken aus dem 18. Jahrhundert. Das Archäologische Museum, untergebracht in einem Palais aus dem 15. Jahrhundert, beherbergt Funde aus römischer Zeit, als Angera eine wichtige Station war. Entlang des Lago Maggiore erstreckt sich eine Promenade, der Lungolago, und ein Jachthafen.